# Jacob Erstad
Jacob Erstad (Bergen, 1898. január 12. – Bergen, 1963. december 12.) olimpiai ezüstérmes norvég tornász.
Ez első világháború után az 1920. évi nyári olimpiai játékokon, mint tornász versenyzett és szabadon választott gyakorlatokkal, csapat összetettben ezüstérmes lett.
Klubcsapata a Bergens TF volt.